# 短柄牆球

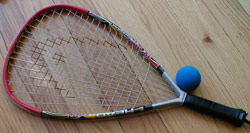
Racquetball racquet and ball

短柄牆球（英語：Racquetball），又名美式壁球，是一種從網球和壁球衍生出來對著牆打的球類運動，1949年由美國人周·索別克發明於康乃迪克州。在70年代晚期及80年代初期，短柄牆球是美國發展最快速的運動項目之一。 

## 外部連結
- International Racquetball Federation（國際短柄牆球聯合會官方網站，英文） （页面存档备份，存于）